# Carles Baguer
Carlos Baguer, conocido como «Carlets» en su tiempo (Barcelona, marzo de 1768-ibíd., 29 de febrero de 1808), fue un compositor español del Clasicismo que durante la mayor parte su vida profesional desempeñó el cargo de organista de la catedral de Barcelona.

## Biografía
Recibió su formación musical por parte de su tío, Francesc Mariner, compositor y organista de la catedral de Barcelona. Se convirtió en organista suplente de la sede en 1786 y, al morir Mariner en 1789, lo reemplazó, hasta su propio fallecimiento en 1808. Sus interpretaciones e improvisaciones al órgano le dieron mucha fama, pero su contribución más importante recae en su labor como compositor. Algunos de sus discípulos fueron Mateo Ferrer (que sustituyó a Baguer en el cargo de organista de la catedral), Ramón Carnicer i Batlle (entre los años 1806 y 1808) y, posiblemente, Bernat Bertran. Rafael de Amat y de Cortada,  Barón de Maldá, en el Calaix de sastre da noticia de la interpretación de varias de sus obras y de múltiples apariciones suyas interpretando o improvisando, y menciona un rifirrafe que tuvieron Baguer, organista, y Francesc Queralt, maestro de capilla de la catedral de Barcelona, para ver quién interpretaba el oratorio del Viernes de Pasión de 1796. Finalmente se cantó el Oratorio de los dolores de Francesc Queralt.
Aunque Carlos Baguer recibió las órdenes sacerdotales, renunció al estado eclesiástico en 1801. Murió en 1808, el mismo día que las tropas francesas ocupaban la Ciudadela y Montjuïc.

## Baguer, compositor

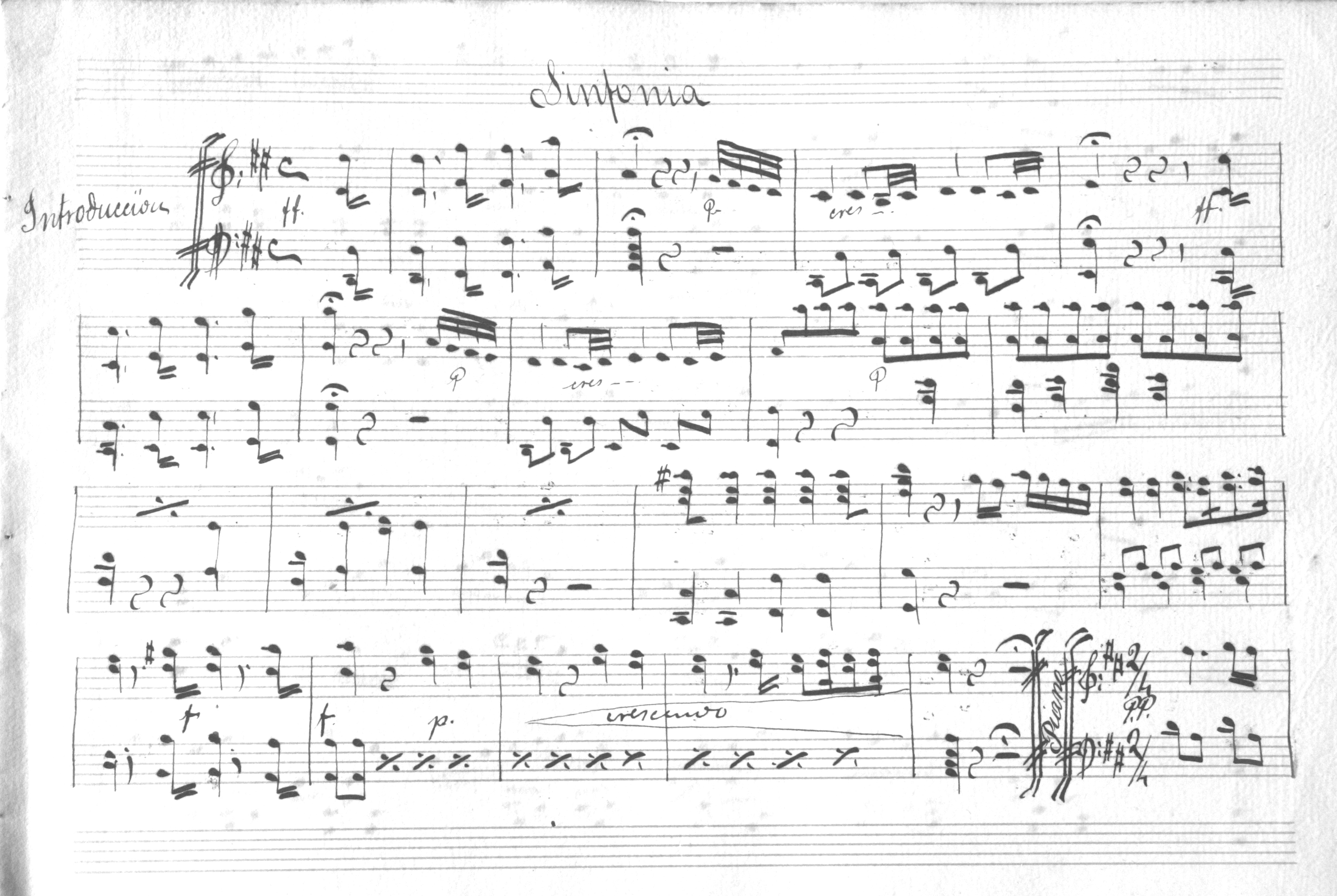
Primera página de un manuscrito de principios del siglo XX que contiene una sinfonía de Carlos Baguer transcrita para piano.

Su aportación más importante fue, seguramente, un conjunto de diecinueve sinfonías, de las que por desgracia solo se conservan 17, en estilo clásico que muestran la influencia del clasicismo italiano y de la escuela de Viena, muy especialmente, de Franz Joseph Haydn y que hacen de Baguer, junto al compositor de la corte Cayetano Brunetti, el principal compositor sinfónico de la época en la península. Completan su producción orquestal un concierto para dos fagotes y orquesta (uno de los pocos que se conocen para esta formación), una pastoral para la fiesta de Navidad y un concierto para corno inglés y orquesta, que no se ha encontrado.
También compuso abundante música religiosa (misas, magnificats, salmos), donde destacan los grandes oratorios de su última época, que compuso para la iglesia de San Felipe Neri y para la catedral de Barcelona. Asimismo es autor de mucha música instrumental para órgano y para otros instrumentos de teclado (sonatas, rondós, minuetos, variaciones) y unos serie de seis dúos para flauta travesera, una de las pocas muestras de música de cámara en Cataluña del siglo XVIII. En el campo de la música vocal escribió villancicos, arias, cavatinas, polonesas y una ópera, que estrenó en Barcelona en 1797, La principesa filósofa.
Sus obras se conservan en diversos archivos catalanes (Barcelona, Montserrat, Canet de Mar, Olot, Cervera, Esparraguera, Villafranca del Panadés, Gerona, Manresa, etc.) y otros en el resto de España (Barbastro, Toledo, etc.).

## Obras
- Al rigor de adversa suerte, aria de contralto
- Bello infante, aria de tiple
- Concierto para dos fagotes y orquesta en Fa mayor
- Dios supremo: Cavatina, recitada y Polaca
- El dolor, la venganza, aria de bajo
- La dulce memoria, aria de tiple
- Este nuevo resplandor, aria de contralto
- Este placer que siento: cuarteto
- Fratres sobri es tote: completas a 4 voces y acompañamiento
- Frates sobri estote: completas a 4 voces y acompañamiento
- Hasta que mi contrario, aria de bajo
- Kiries y Gloria a 4 voces y acompañamiento
- Magnificat a 4 voces y acompañamiento
- Misa a 4 voces y acompañamiento
- Misa a 2 o a 3 voces, con acompañamiento
- Misa a 4 voces y acompañamiento
- Misa a 4 voces y acompañamiento, sobre el thema "Gaudont in coelis"
- Misa a 8 voces y acompañamiento
- Ofertorio, para voz y órgano
- Preludio al tercer salmo de nones, para órgano y tres voces
- La principesa filósofa (1798), ópera con libreto de Carlo Gozzi basado en la comedia El desdén con el desdén de Agustín Moreto
- Rondó de nazards, para voz y órgano
- Sonata para clarines
- Sonata para corneta
- Sonata número 2 en Sol menor, para instrumentos de teclado
- Sonata número 4 en La mayor, para instrumentos de teclado
- Sonata número 16 en Mi bemol mayor
- Sonata número 52 (?) En Si bemol mayor
- La tranquilidad: Polaca para Tiple
- Vamos presto a el Niño: Coro y Aria de tenor
- Versos del 6 º, tono para el "Agnus Dei", para voz y órgano
- Versos del 6 º. to para el "Sanctus", para voz y órgano
- Villancico a 4 voces y acompañamiento (comprende El cielo permite, Logre Job Diós compasivo y Los astros radiantes)

## Sinfonías
- Sinfonía número 1 en Do mayor
- Sinfonía número 2 en Do menor (1790)
- Sinfonía número 3 en Re mayor
- Sinfonía número 4 en Re mayor
- Sinfonía número 5 en Re mayor
- Sinfonía número 6 en Re mayor
- Sinfonía número 7 en Re mayor
- Sinfonía número 8 en Re mayor
- Sinfonía número 9 en Re mayor
- Sinfonía número 10 en Re mayor
- Sinfonía número 11 en Re mayor
- Sinfonía número 12 en Mi bemol mayor
- Sinfonía número 13 en Mi bemol mayor
- Sinfonía número 14 en Mi bemol mayor
- Sinfonía número 15 en Mi bemol mayor
- Sinfonía número 16 en Sol mayor (ca. 1790)
- Sinfonía número 17 en Si bemol mayor
- Sinfonía número 18 en Si bemol mayor (1790)
- Sinfonía número 19 en Si bemol mayor (1790)

## Oratorios
- La adoración del Niño Dios por los ángeles y pastores. Drama sacro (1805)
- La mística Rachel en lamento figura de Ntra. Sra. Madre dolorida, en la pasión y muerte de su Divino Hijo
- Muerte de Abel (1802)
- No te abandones
- La partida del hijo pródigo. Drama sacro (1807)
- El regreso á Bara su patria del Dr. Josef Oriol (1807)
- El regreso del hijo pródigo (1807)
- La resurrección de Lázaro: Drama sacro (1806)
- El Santo Job: Drama sacro (1804)

## Archivos de sonido
Muestras de audio de diversas sinfonías de Carles Baguer

 Cuarto movimiento de la Sinfonía número 12
 Fragmentos de los tres primeros movimientos de la sinfonía número 16, en sol mayor